# William Speirs Bruce
William Speirs Bruce (Londres, Inglaterra, Reino Unido; 1 de agosto de 1867 – Edimburgo, Escocia, Reino Unido; 28 de octubre de 1921) fue un científico polar, naturalista y oceanógrafo británico, que organizó y dirigió la Expedición Antártica Nacional Escocesa de 1902-1904. Hizo muchos viajes a las regiones árticas, tanto con fines científicos como comerciales.
Bruce tenía inicialmente la intención de estudiar medicina, pero su perspectiva cambió después de que asistiera a unos estudios extracurriculares de ciencias naturales durante el verano de 1887. Después de estos cursos comenzó a desarrollar una amplia gama de intereses científicos, y en 1892 abandonó sus estudios de medicina en la Universidad de Edimburgo, para unirse a la Expedición Ballenera Dundee al antártico como ayudante científico. A esto siguieron sus viajes al Ártico, Nueva Zembla, Spitsbergen y a la Tierra de Francisco José (donde se reunió con Fridtjof Nansen). Bruce, en 1899 solicitó un puesto de científico en la Expedición Nacional Antártica Británica (más tarde conocida como Expedición Discovery). Los retrasos en la confirmación de este nombramiento, y las diferencias con el presidente de la Royal Geographical Society (RGS), Sir Clements Markham, le indujeron a organizar su propia expedición a las Islas Orcadas del Sur y al mar de Weddell, se llamó Expedición Antártica Nacional Escocesa (SNAE por sus siglas en inglés). Bruce, más tarde en 1906, fundó el Laboratorio Oceanográfico Escocés, sin embargo los siguientes planes que hizo para realizar una marcha a través de la Antártida pasando por el Polo Sur, se vieron frustrados por falta de personal y de apoyo financiero. Estos planes fueron adoptados por Sir Ernest Shackleton como base para su Expedición Imperial Trans-Antártica de 1914-1917.
Entre 1907 y 1920, Bruce viajó al Ártico siete veces, principalmente para realizar prospecciones mineras en Spitsbergen, actividad esta que, sin embargo, no produjo los beneficios comerciales previstos. Recibió varios premios por sus trabajos polares, incluyendo el nombramiento como Doctor honoris causa por la Universidad de Aberdeen, pero ni él ni ninguno de sus colegas de la SNAE fue propuesto por la Royal Geographical Society para la concesión de la prestigiosa Medalla Polar. Esta omisión fue algo doloroso para Bruce durante toda su vida. 
El hecho de que Bruce no volviese a organizar grandes expediciones de exploración después de la SNAE, se suele atribuir a su escasa habilidad para las relaciones públicas, a su capacidad para ganarse enemigos poderosos, y su ferviente nacionalismo escocés. En 1919 su salud comenzó a complicarse, debiendo pasar varios períodos en el hospital antes de su muerte en 1921, en esa fecha ya estaba casi totalmente olvidado. Tras el centenario de la expedición escocesa, se han realizado esfuerzos para dar mayor prestigio y reconocimiento a su papel en la historia científica de la exploración polar.

## Primeras etapas de la vida

### En casa y en la escuela
William Speirs Bruce nació en Londres, el 1 de agosto de 1867, fue el cuarto hijo de Samuel Noble Bruce, un médico escocés, su madre era galesa y se llamaba Mary, apellido de soltera Lloyd. Su segundo nombre proviene de otra rama de la familia y su ortografía es inusual, a diferencia de la más común "Spiers", eso ha causado frecuentes problemas sobre su segundo nombre con periodistas, críticos y biógrafos. William pasó su infancia en la casa de la familia en Londres, en el N.º 18 de Royal Crescent, Holland Park, bajo la tutela de su abuelo, el reverendo William Bruce. Realizó visitas frecuentes a los Jardines de Kensington, no muy lejos de su casa, y a veces al Museo de Historia Natural; estas visitas despertaron en William el interés por la vida y la naturaleza, según Samuel Bruce.
En 1879, a la edad de 12 años, William fue enviado a una escuela progresista, la Escuela del Condado de Norfolk, en North Elmham, Norfolk. Permaneció allí hasta 1885, y luego pasó dos años más en el University College School de Hampstead, preparando el examen de acceso a la escuela de medicina del University College de Londres (UCL). Lo logró al tercer intento, y estuvo listo para iniciar sus estudios de medicina en el otoño de 1887.

### Edimburgo
Durante el verano de 1887, Bruce tomó una decisión que cambió el rumbo de su futura carrera, viajó al norte, a Edimburgo, para asistir a un par de cursos de vacaciones sobre ciencias naturales. Estuvo seis semanas en la recientemente creada Estación Marítima Escocesa en Granton, en el Firth of Forth, los cursos estaban bajo la dirección de Patrick Geddes y John Arthur Thompson, e incluían materias como botánica y zoología práctica. Esta experiencia, y su contactos con algunos de los principales investigadores en ciencias naturales contemporáneos, hicieron que Bruce decidiera que debía permanecer en Escocia. Abandonó su plaza en la UCL y se matriculó en la escuela de medicina de la Universidad de Edimburgo. Esto le permitió mantener el contacto con mentores como Geddes y Thomson, y le dio la oportunidad de trabajar durante su tiempo libre en los laboratorios de Edimburgo donde los especímenes procedentes de la Expedición Challenger estaban siendo objeto de examen y clasificación. En Edimburgo, trabajó con el Dr. John Murray y su asistente John Young Buchanan, y consiguió una comprensión más profunda de la oceanografía, adquiriendo una valiosa experiencia en los fundamentos de la investigación científica. Estas enseñanzas, servirían, de gran manera, en su futuro para realizar las numerosas expediciones al Ártico y la Antártida.

## Primeros viajes

### Expedición Ballenera Dundee

Un dibujo que ilustra el tamaño de una típica ballena franca en relación con el tamaño de un hombre.

La Expedición Ballenera Dundee, 1892-93, fue un intento de investigar las posibilidades comerciales de la caza de ballenas en aguas antárticas, buscando localizar lugares en ese zona donde hubiesen ejemplares de ballena franca. Se llevarían a cabo observaciones científicas e investigaciones oceanográficas con cuatro barcos balleneros: Balaena, Active, Diana y Polar Star. Bruce fue recomendado para la expedición por Hugh Robert Mill, un conocido de Granton que en esa época era bibliotecario de la Royal Geographical Society de Londres. A pesar de que el viaje podría afectar a sus estudios de medicina, Bruce no lo dudó, y asumió sus funciones en el Balaena a las órdenes del capitán Alexander Fairweather. Los cuatro barcos zarparon de Dundee el 6 de septiembre de 1892.
La expedición duró relativamente poco, estuvo de regreso en Escocia en mayo de 1893, fracasó en su objetivo principal, y sólo fue útil para realizar algunos trabajos científicos. No se encontraron ballenas francas, en su lugar, y con la finalidad de reducir las pérdidas, los barcos de la expedición hicieron una caza masiva de focas para garantizarse las pieles y la grasa. A Bruce le resultó muy desagradable, especialmente mientras esperaba el comienzo de la caza porque creía que él debería participar. Los resultados científicos del viaje fueron, en palabras de Bruce "un miserable espectáculo". En una carta dirigida a la Royal Geographical Society, escribió: "En general, la disposición del capitán (Fairweather) dista mucho de ser favorables al trabajo científico". A Bruce se le negó el acceso a los mapas, por lo que no pudo establecer la ubicación exacta de los hechos que registraba. Fue obligado a trabajar "en los barcos" como marinero, cuando debería haberse encargado de la toma de datos meteorológicos y otras observaciones, y no se le permitió disponer de un lugar donde preparar los especímenes que recogían, muchos de los cuales se perdieron por una manipulación inapropiada por parte de la tripulación. Sin embargo, su carta a la RGS finaliza: "Tengo que agradecer a la Sociedad por ayudarme en lo que ha podido, a pesar de todos los inconvenientes, ha sido una experiencia instructiva y agradable." En una nueva carta a Mill esbozó sus deseos para volver de nuevo al sur, añadiendo: "el sabor que tengo me ha hecho voraz".
A los pocos meses, propuso la realización de una expedición científica a Georgia del Sur, pero la RGS no apoyó sus planes. A principios de 1896 se planteó colaborar con los noruegos Henryk Bull y Carsten Borchgrevink en un intento por alcanzar el Polo Sur Magnético, pero los planes no llegaron a materializarse.

### Expedición Jackson-Harmsworth
De septiembre de 1895 a junio de 1896, Bruce trabajó en la estación meteorológica de la cumbre del Ben Nevis, donde adquirió una gran experiencia con los procedimientos científicos en meteorología y con el manejo de los instrumentos meteorológicos. En junio de 1896, una vez más con la recomendación de Mill, abandonó este puesto para unirse a la Expedición Jackson-Harmsworth, en el que era ya su tercer año en el Ártico, en la Tierra de Francisco José. Esta expedición estaba encabezada por Frederick George Jackson y financiada por el magnate de la prensa Alfred Harmsworth, habían salido de Londres en 1894. Se dedicaron a realizar un estudio detallado del archipiélago de Francisco José, que había sido descubierto, aunque no debidamente cartografiado, durante una expedición austríaca veinte años atrás. El grupo de Jackson tenía su base en el cabo Flora de la isla Northbrook, la isla más meridional del archipiélago. Se reabastecía con las visitas periódicas del barco de la expedición, el Windward, en el que Bruce zarpó de Londres el 9 de junio de 1896.

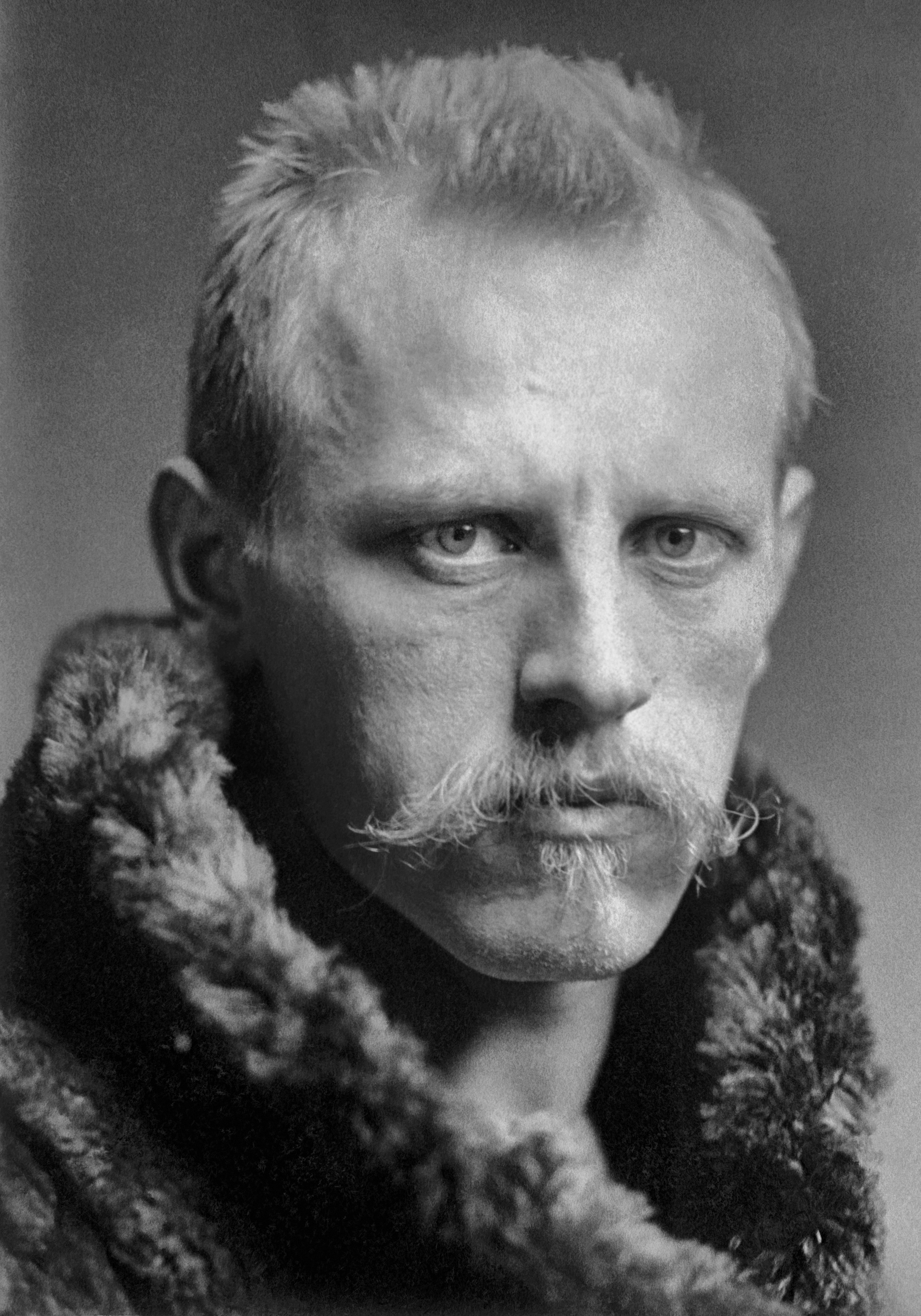
Fridtjof Nansen.

El Windward llegó a cabo Flora el 25 de julio, allí de forma inesperada, Bruce encontró, además del grupo de la expedición Jackson, a Fridtjof Nansen y su compañero Hjalmar Johansen. Los dos noruegos habían estado viviendo en el hielo durante más de un año desde que dejaron su barco, el Fram para viajar hacia el Polo Norte, y fue pura casualidad que coincidiesen en esa isla, el único lugar habitado en una vasta extensión del Ártico. Bruce menciona el encuentro con Nansen en una carta a Mill, conocerle supuso para Bruce una inestimable fuente de asesoramiento y de aliento.
Durante el año que pasó en el cabo Flora, recogió alrededor de 700 especímenes de zoología, a menudo enfrentándose a condiciones muy desagradables. De acuerdo con Jackson: "No es un trabajo agradable andar chapoteando en agua helada, con el termómetro marcando varios grados bajo cero, avanzando trabajosamente durante el verano, a través de la nieve medio derretida y por el barro durante muchos kilómetros para encontrar ejemplares de animales, yo he visto hacer eso frecuentemente al Sr. Bruce". Jackson bautizó en su honor un accidente geográfico de la isla de Northbrook, el cabo Bruce, a 80°55'N. Jackson estaba menos satisfecho con la actitud de Bruce respecto a su acaparamiento de los especímenes que había recogido, negándose a confiarlos al Museo Británico junto otros hallazgos hechos por la expedición. Esa "tendencia a la vanidad científica", y la falta de tacto en las relaciones interpersonales, fueron las manifestaciones de los principales rasgos de carácter que en etapas posteriores de su vida le serían recriminados.

### Viajes al Ártico

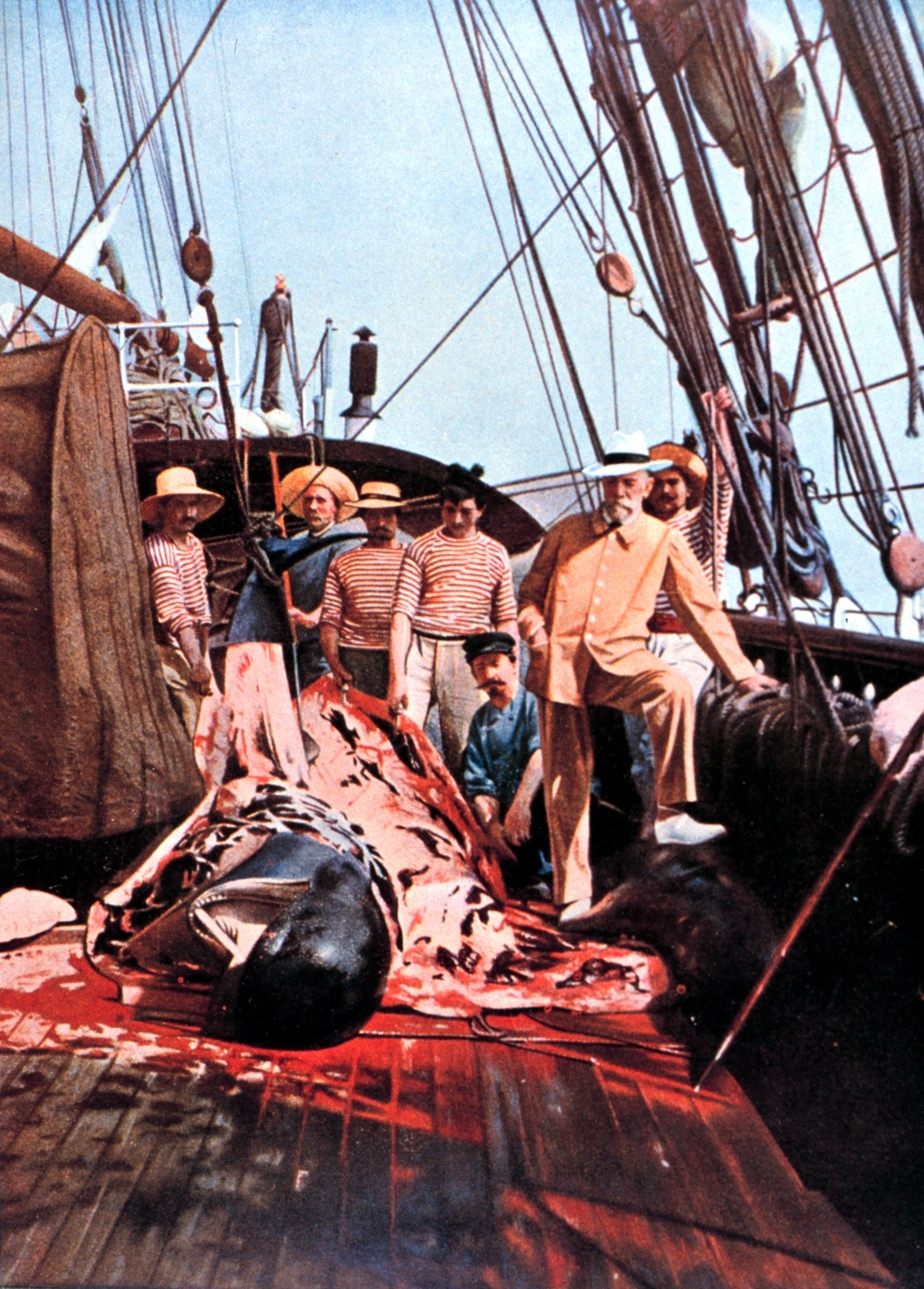
El Príncipe Alberto de Mónaco a bordo del Princesse Alice, con un cachalote diseccionado.

A su regreso de la Tierra de Francisco José, Bruce trabajó en Edimburgo como ayudante de su antiguo mentor Arthur John Thomson, y reanudó sus tareas en el observatorio de Ben Nevis. En marzo de 1898, recibió una oferta para unirse al mayor Andrew Coats para un viaje en su yate privado Blencathra para cazar en aguas del Ártico alrededor de Nueva Zembla y Spitsbergen. Esta oferta se le había hecho inicialmente a Mill, pero no recibió permiso de la Royal Geographical Society, y sugirió una vez más como sustituto a Bruce. Andrew Coats era miembro de la una próspera familia dedicada a la industria textil que había fundado el Observatorio de Coats en Paisley. Bruce se embarcó en el Blencathra en Tromsø, Noruegaen mayo de 1898, para un crucero que exploró el Mar de Barents, la isla doble de Nueva Zembla, y la isla de Kolguyev, antes de retirarse a Vardø en el noreste de Noruega para reaprovisionarse para el siguiente viaje a Spitsbergen. En una carta a Mill, Bruce escribió: "Esto es un crucero en yate y de lujo". Pero su trabajo científico fue intenso: "He dedicado 4 horas diarias a las observaciones meteorológicas, a la toma de la temperatura de la superficie del mar [...] he realizado mediciones de la salinidad con el hidrómetro de Buchanan; hemos utilizado la red de arrastre casi constantemente".
El Blencathra zarpó hacia Spitsbergen, pero fue detenido por el hielo, por lo que regresó a Tromsø. Aquí se encontró con el buque de investigación Princesse Alice, expresamente construido para el Príncipe Alberto I de Mónaco, uno de los principales oceanógrafos del momento. Para Bruce fue un placer ser invitado por el Príncipe para unirse al Princesse Alice que tenía planificado hacer un estudio hidrográfico en torno a Spitsbergen. El barco navegó por la costa oeste de la isla principal del archipiélago de Spitsbergen, visitando Adventfjorden y Smeerenburg en el norte. Durante las últimas etapas del viaje, Bruce se encargó de dirigir las observaciones científicas.
Al verano siguiente, Bruce fue invitado de nuevo por el Príncipe Alberto a unirse a un crucero oceanográfico a Spitsbergen. En Red Bay, (fiordo Raudfjorden), latitud 80°N, Bruce subió al pico más alto de la zona, que el príncipe bautizó en su honor como "Ben Nevis". Cuando el Princesse Alice encalló en una roca sumergida y parecía que el barco acabaría hundiéndose, el Príncipe Alberto dio instrucciones a Bruce para comenzar los preparativos para instalar un campamento de invierno, en la creencia de que era imposible que la nave se salvara. Afortunadamente se liberó y flotó libremente, siendo capaz de llegar hasta Tromsø para hacer reparaciones.

## Matrimonio y familia
No es cierto que Bruce consiguiese un empleo después de su regreso de Spitsbergen en el otoño de 1899. En toda su vida, rara vez había tenido un trabajo asalariado, por lo general el siempre basó su trabajo en el mecenazgo o en la influencia de conocidos y amigos para conseguir algún puesto temporal. A principios de 1901 tenía lo bastante claras sus perspectivas de futuro como para decidir casarse. Su novia era Jessie Mackenzie, que había trabajado como enfermera en la consulta de cirugía de Samuel Bruce en Londres. Bruce era de naturaleza reservada, incluso entre su círculo de amigos íntimos y colegas, por eso se carece de información exacta sobre la boda, ni el lugar ni la fecha han quedado registrados ni lo aportan sus biógrafos.
Los Bruce se establecieron en un suburbio costero de Edimburgo llamado Portobello, en la primera de una serie viviendas que habitaron en esa zona. Su hijo Alastair Eillium nació en abril de 1902, y una hija, Sheila Mackenzie, nació siete años más tarde. Durante estos años Bruce fundó el Club de esquí de Escocia y se convirtió en su primer presidente. También fue cofundador del zoológico de Edimburgo.
El hecho de que Bruce hubiese elegido la vida de explorador, sus escasas fuentes de ingresos y sus frecuentes y prolongadas ausencias, crearon graves tensiones en el matrimonio, separándose hacia 1916. Sin embargo, siguieron viviendo en la misma casa hasta la muerte de Bruce. Eillium se convirtió en un oficial de la Marina Mercante, con el tiempo fue capitán de un buque de investigación pesquera que, por casualidad, llevaba el nombre de Scotia.

## Expedición Antártica Nacional Escocesa

### Disputa con Markham

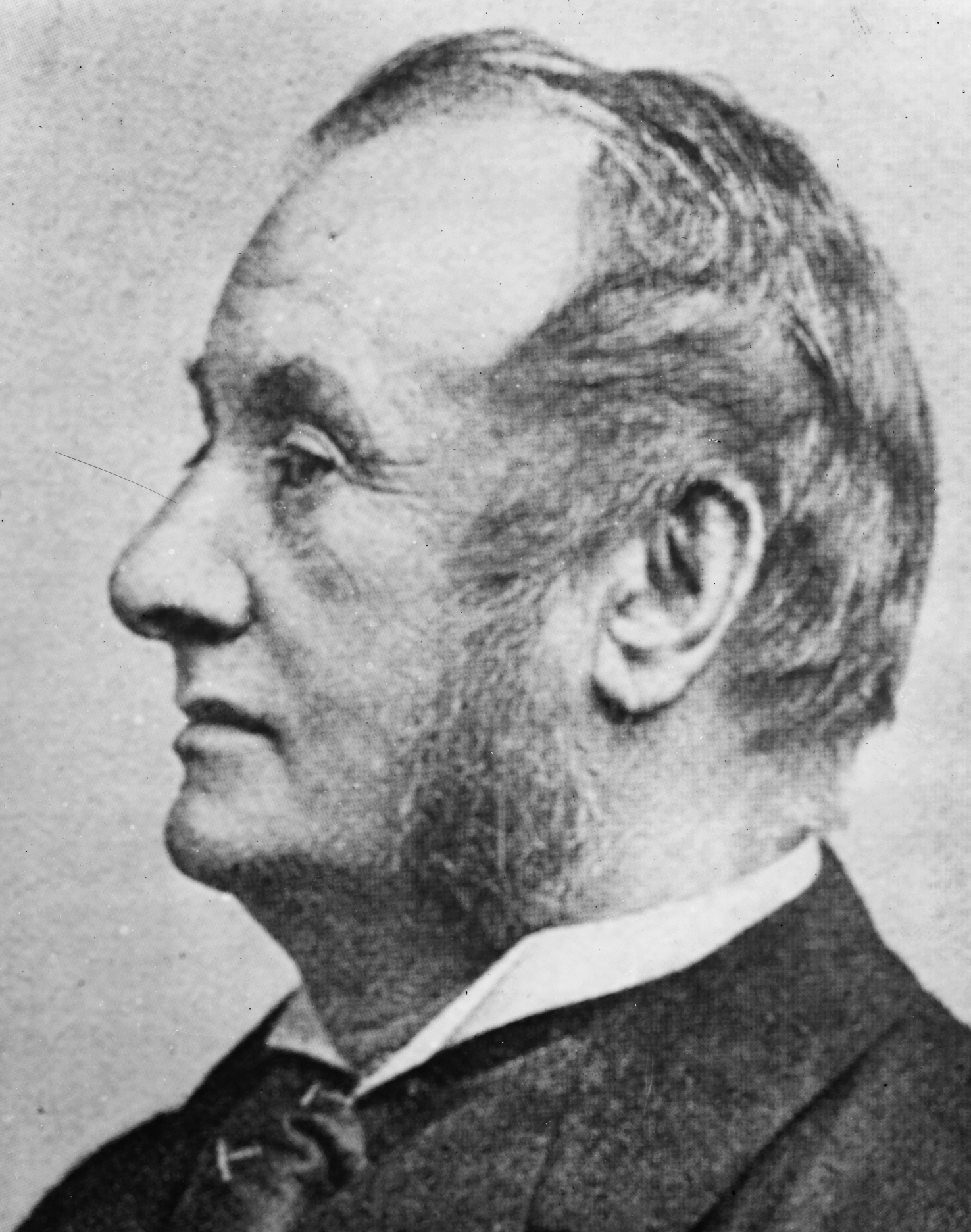
Sir Clements Markham.

El 15 de marzo de 1899, Bruce escribió a Sir Clements Markham de la RGS ofreciéndose para un puesto entre el personal científico de la Expedición Antártica Nacional que en esos momentos estaba en las primeras fases de la planificación. La respuesta de Markham fue de cortesía, acusando recibo y sin comprometerse a nada, tras esa respuesta Bruce no volvió a saber nada durante un año. Se le dijo entonces, indirectamente, que solicitase un puesto de ayudante científico. El 21 de marzo de 1900, Bruce le recordó a Markham que ese puesto lo había solicitado un año antes, y que en ese momento tenía otras intenciones que pasó a revelarle: "No tengo ninguna duda de que seré capaz de recaudar fondos para incluir en la expedición un segundo barco británico". A los pocos días le mandó otra carta informándole de que ya estaba asegurada la financiación para el segundo barco, haciendo su primera referencia explícita a la "Expedición Escocesa". Eso alarmó a Markham, que le respondió con cierta acritud: "Lo que propone sería perjudicial para la expedición [...] Un segundo barco no es necesario en ningún caso [...] Podría estar provocando una rivalidad maliciosa". Bruce respondió a vuelta de correo negando la rivalidad, y afirmaba: "Si mis amigos están dispuestos a darme dinero para llevar a cabo mis planes, no veo por qué no debo aceptar que [...] lo que otros sostienen, que un segundo barco es muy conveniente". Eso no aplacó a Markham que le escribió de nuevo: "Estando yo haciendo todo lo que estaba en mi mano para conseguir su nombramiento (para la Expedición Antártica Nacional) tenía derecho a pensar que no tomaría esa medida [...], sin antes consultarme ". Él continuó: "Debería suspender la Expedición Nacional [...] para conseguir su nombramiento".
Bruce respondió oficialmente, diciendo que los fondos que él había recogido en Escocia no se dedicarían a ningún otro proyecto. No hubo más correspondencia entre los dos, más allá de una breve nota de conciliación de Markham, en febrero de 1901, que decía: "Ahora puedo ver las cosas desde su punto de vista, y le deseo éxito", un sentimiento que no se reflejó en la actitud posterior de Markham con la expedición escocesa.

### Viaje delScotia

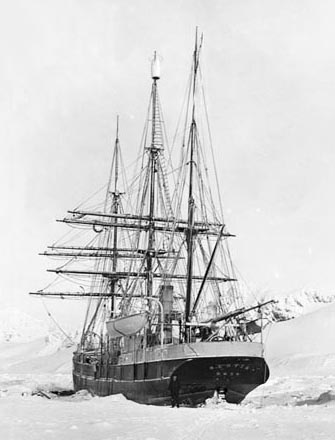
El Scotia, barco de la Expedición SNAE en el hielo de la Isla Laurie, Islas Orcadas del Sur, 1903–1904.

Con el apoyo financiero de la familia de Coats, Bruce adquirió un ballenero noruego, el Hekla, que transformó y equipó completamente convirtiéndolo en un barco para la investigación científica antártica y que rebautizó como Scotia. A continuación seleccionó a los miembros de la tripulación y del equipo científico, todos ellos escoceses. El Scotia zarpó de Troon el 2 de noviembre de 1902, y se dirigió al sur hacia la Antártida, donde Bruce tenía intención de invernar en el cuadrante del mar de Weddell, "tan cerca del Polo Sur como fuese posible". El 22 de febrero, el buque alcanzó los 70°25'S, pero no pudo proseguir hacia el sur debido a los hielos marinos que se encontró. Bruce optó por invernar en la Isla Laurie perteneciente al archipiélago de las Islas Orcadas del Sur. Allí establecieron una estación meteorológica llamada Omond House, como parte de un completo programa de investigación científica.
En noviembre de 1903, el Scotia se retiró a Buenos Aires para hacer reparaciones y reaprovisionarse. Estando en Argentina, Bruce negoció un acuerdo con el gobierno por el que le cedía la estación meteorológica de Omond House, que pasaría a ser permanente bajo el control argentino. Fue rebautizada como Base Orcadas, y ha estado en funcionamiento desde entonces. En enero de 1904, el Scotia navegó de nuevo hacia el sur para explorar el mar de Weddell. El 6 de marzo, avistaron nuevas tierras en las costas orientales de dicho mar, Bruce las bautizó como Tierra de Coats en honor de quienes habían aportado los fondos para la expedición. El 14 de marzo, a 74°01'S, ante el peligro de quedar atrapados en el hielo, el Scotia puso rumbo al norte. El largo viaje de vuelta a Escocia, pasando por Ciudad del Cabo, se completó el 21 de julio de 1904.
Esta expedición reunió una gran colección de especímenes de animales y vegetales, llevó a cabo amplios estudios hidrográficos, observaciones meteorológicas y magnéticas. Cien años más tarde se reconoció que el trabajo de la expedición "sentó las bases de los modernos estudios sobre el cambio climático", y que su trabajo experimental ha demostrado que esa parte del planeta es sumamente importante para el clima mundial. Según el oceanógrafo Tony Rice, la expedición llevó a cabo un programa científico mucho más amplio que el de cualquier otra expedición de su época. En cambio, al finalizar la expedición, la recepción en Gran Bretaña no fue muy calurosa, aunque su labor fue altamente valorada por la comunidad científica. Bruce luchó para conseguir fondos que permitiesen publicar los resultados científicos, y culpó a Markham por la falta de reconocimiento nacional.

## Después de la expedición

### Laboratorio oceanográfico de Escocia

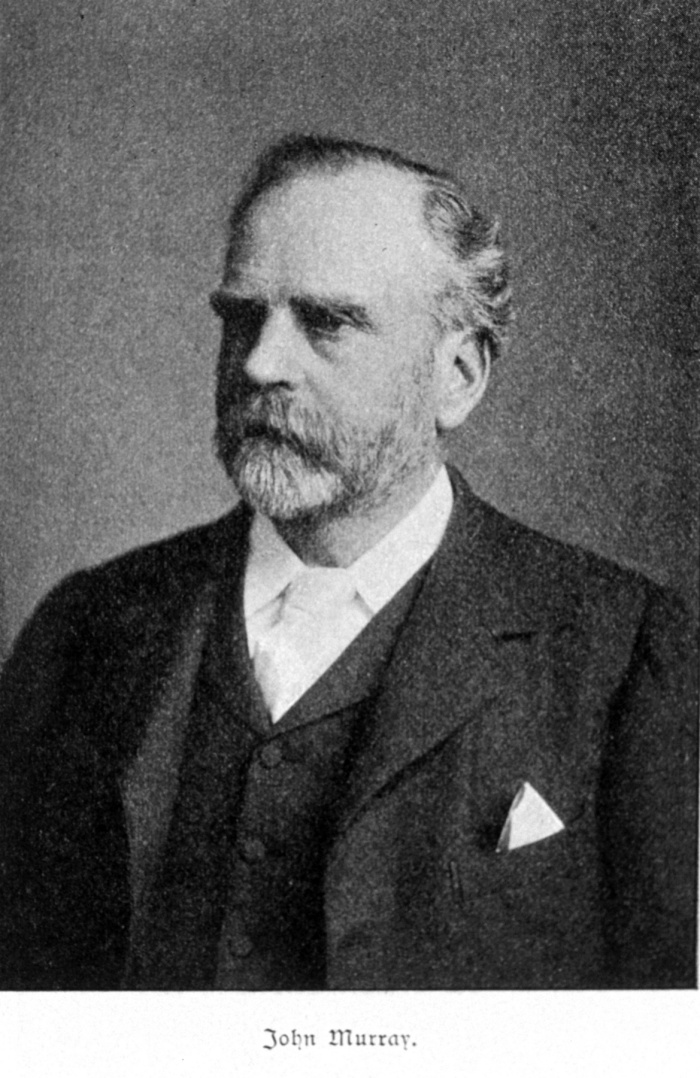
Sir John Murray, mentor de Bruce en sus inicios.

La colección de especímenes de Bruce, procedentes de más de una década de viajes por el Ártico y el Antártico, necesitaban una ubicación permanente. Bruce también necesitaba disponer de un lugar en el que realizar los estudios sobre las muestras recogidas y preparar los informes científicos correspondientes para su publicación. Obtuvo unos locales en Nicolson Street, Edimburgo, lugar donde estableció un laboratorio y un museo que más tarde se llamaría Laboratorio Oceanográfico de Escocia, con la esperanza de pasar a convertirse en el Instituto Oceanográfico Nacional de Escocia. Fue inaugurado oficialmente por el Príncipe Alberto en 1906.
Bruce almacenó sus equipos meteorológicos y oceanográficos en previsión de futuras expediciones. También se reunió allí con otros renombrados exploradores, incluyendo a Nansen, Shackleton, y Roald Amundsen. Su tarea principal, sin embargo, fue la de preparar los informes científicos de la SNAE. Estos, con un costo considerable y con mucho retraso, se publicaron entre 1907 y 1920, excepto un volumen, el correspondiente al libro de registro del propio Bruce, que permaneció inédito hasta 1992, después de su redescubrimiento. Bruce mantuvo una abundante correspondencia con otros científicos, entre ellos Sir Joseph Hooker, que había viajado a la Antártida con James Clark Ross en 1839-1843, y al que Bruce dedicó su libro Polar Exploration.
En 1914 comenzaron los debates para encontrar una mejor ubicación, y que fuese más duradera, tanto para la colección de Bruce como también, tras la muerte ese año del oceanógrafo Sir John Murray, de los especímenes y la biblioteca de la Expedición Challenger. Bruce propuso que se crease un nuevo centro en homenaje a Murray. Hubo un acuerdo unánime para llevar a cabo el proyecto, pero el estallido de la guerra lo suspendió y ya no se volvió a retomar. El Laboratorio Oceanográfico de Escocia continuó hasta 1919, cuando Bruce, con su salud ya muy deteriorada, se vio obligado a cerrarlo, su contenido se dispersó por el Royal Scottish Museum, la Royal Scottish Geographical Society (RSGS), y la Universidad de Edimburgo.

### Planes para nuevos viajes a la Antártida
El 17 de marzo de 1910, Bruce presentó una propuesta a la Royal Scottish Geographical Society (RSGS) para una nueva expedición antártica escocesa. Su plan preveía que un equipo invernase en la Tierra de Coats o en algún lugar próximo, mientras el buque llevaba a otro grupo al mar de Ross, en el lado opuesto del continente. Durante la segunda temporada en la Tierra de Coats, el grupo de allí cruzaría a pie el continente, pasando por el Polo Sur, mientras que el equipo del mar de Ross salía a su encuentro para ayudarle en la parte final del viaje hasta la zona del mar de Ross. La expedición llevaría a cabo amplios estudios oceanográficos y otros trabajos científicos. Bruce estimó que el costo total sería de alrededor de 50.000£ (al menos 3,5 millones de libras esterlinas de 2008).
El RSGS apoyó esta propuesta, al igual que la Royal Society de Edimburgo, la Universidad de Edimburgo y otras organizaciones escocesas. Sin embargo era un mal momento; la Royal Geographical Society en Londres estaba totalmente ocupada con la Expedición Terra Nova del Capitán Scott, y no mostró interés en los planes de Bruce. No encontró patrocinadores y los esfuerzos realizados para que el gobierno apoyase la expedición no dieron resultado. Bruce, como de costumbre, sospechó que estaba siendo boicoteado por Markham, que aunque ya era bastante mayor, aún tenía mucha influencia. Por último, tras asumir que no podría llevarse a cabo su proyecto, proporcionó apoyo y asesoramiento desinteresado a Ernest Shackleton, que en 1913 anunció su plan, similar al de Bruce, para la Expedición Imperial Trans-Antártica. Shackleton recibió 10 000 libras esterlinas del gobierno, y además grandes sumas de patrocinadores privados, incluidas las 24.000 libras esterlinas recibidas del industrial escocés Sir James Caird de Dundee.
La expedición de Shackleton fue una aventura épica, pero falló completamente en su principal objetivo, cruzar el continente. Bruce no fue consultado por el comité de ayuda a Shackleton que organizó la expedición de rescate en 1916. "Yo, supongo", escribió, "que fue porque pensarían que al norte del Tweed no hay nadie válido".

### Consorcio Escocés de Spitsbergen

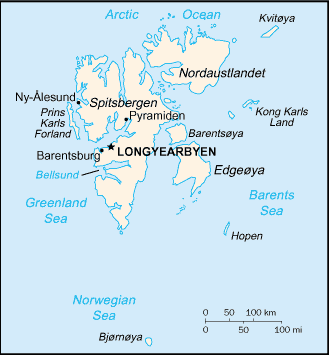
Mapa del archipiélago de Spitsbergen (ahora llamado Svalbard), mostrando las islas Prince Charles Foreland, Barentsøya y Edgeøya.

Durante su visita Spitsbergen con el Príncipe Alberto en 1898 y 1899, Bruce había detectado la presencia de carbón, yeso y posiblemente petróleo. En los veranos de 1906 y 1907, acompañó al príncipe de nuevo al archipiélago, con el objetivo primordial de hacer mediciones para cartografiar la isla Prince Charles Foreland, que no había sido visitada durante los primeros viajes. Bruce encontró aquí más depósitos de carbón, e indicios de la existencia de hierro. Basándose en estos hallazgos, Bruce creó una empresa de prospección minera en julio de 1909, el Consorcio Escocés de Spitsbergen.
En ese momento, en el derecho internacional se consideraba Spitsbergen como Terra nullius (tierra de nadie), por lo que para tener los derechos sobre una mina y poder realizar extracciones bastaba con hacer una reclamación y registrarla. El consorcio de Bruce registró reclamaciones en la isla Prince Charles Foreland y en las islas de Barentsøya y Edgeøya, entre otras áreas. Se suscribió una cantidad de 4.000£ (aunque el objetivo eran 6.000£) para financiar los costes de prospección que realizaría una expedición durante el verano de 1909 con un buque que llevaría equipo científico. Los resultados, sin embargo fueron "decepcionantes", y el viaje consumió la casi la totalidad de los fondos del consorcio.
Bruce financió dos nuevas visitas a Spitsbergen, en 1912 y 1914, pero el estallido de la guerra impidió que la empresa progresase. Sin embargo, a principios de 1919, el antiguo consorcio fue sustituido por una empresa más grande y mejor financiada. Bruce había puesto sus esperanzas en el descubrimiento de petróleo, pero las expediciones científicas en 1919 y 1920 no encontraron pruebas de su existencia, aunque sí descubrieron nuevos yacimientos de carbón y de mineral de hierro. Posteriormente, Bruce se puso demasiado enfermo como para seguir participando en la empresa. La nueva empresa había gastado una cantidad superior a su capital en las prospecciones, y aunque siguió existiendo con diferentes propietarios, hasta 1952 no se tuvieron noticias de una explotación rentable. Sus activos y las reclamaciones mineras fueron finalmente adquiridos por una empresa rival.

## Sus últimos años

### Denegación de la Medalla Polar
Durante su vida, Bruce recibió muchos premios: la Medalla de Oro de la Royal Scottish Geographical Society en 1904, la Medalla de Honor de la Royal Geographical Society en 1910, el premio Neill y la Medalla de la Royal Society de Edimburgo en 1913, y la Medalla Livingstone de la American Geographical Society en 1920. También recibió un doctorado honorario de la Universidad de Aberdeen. La distinción que no se le concedió, sin embargo, fue la Medalla Polar, que concedía el soberano previa recomendación de la Royal Geographical Society. Aunque se otorgó ese medalla a los miembros de todas las demás expediciones antárticas de la Commonwealth británica de principios del siglo XX, no se concedió a ningún miembro de la SNAE.
Bruce y sus allegados culparon a Markham de la denegación de la medalla. El asunto fue planteado, reiteradamente, aunque nadie pensaba que fuese a servir para algo. Robert Brown Rudmose, cronista del viaje del Scotia y más tarde el primer biógrafo de Bruce, escribió en 1913 una carta al Presidente de la Royal Scottish Geographical Society que la no concesión de la medalla suponía "un desaire para Escocia y para el esfuerzo de los escoceses". Bruce escribió en marzo de 1915 al Presidente de la Royal Society de Edimburgo, que le dijo en su respuesta que "Markham tenía mucho de lo que responder ". Después de la muerte de Markham, en 1916, Bruce envió una larga carta a su representante en el Parlamento, Charles Price, detallando la mala intención de Sir Clements hacia él y hacia la expedición escocesa, y terminaba la carta con un sincero lamento por sus antiguos compañeros: "¡Robertson se está muriendo sin tener su bien ganada cinta blanca!, ¡el primer oficial está muerto!, ¡el ingeniero jefe está muerto!, nunca hubo mejores hombres en ninguna expedición polar, y sin embargo no han recibido la cinta blanca." La súplica no surtió efecto.
Casi un siglo más tarde, la cuestión se planteó en el Parlamento escocés. El 4 de noviembre de 2002, Michael Russell presentó una moción relativa a la SNAE en su centenario, que concluía: "La Comisión Consultiva de Medalla Polar debe recomendar la concesión, a título póstumo, de la Medalla Polar al Dr. William Speirs Bruce, en reconocimiento de su condición como una de las figuras claves de la exploración científica polar de principios del siglo XX". A pesar de este esfuerzo, no se le ha concedido, al menos hasta junio de 2008.

### Últimos años
Tras el estallido de la guerra en 1914, la empresa de prospección minera de Bruce cesó en su actividad. Ofreció sus servicios al Almirantazgo, pero no obtuvo respuesta. En 1915 aceptó un puesto como director y gerente de una empresa dedicada a la caza de ballenas en las Islas Seychelles, pasó cuatro meses allí, pero la empresa fracasó. A su regreso a Gran Bretaña, finalmente, obtuvo un puesto menor en el Almirantazgo.
Bruce continuó ejerciendo presión para conseguir el reconocimiento para la expedición, destacando las diferencias entre el tratamiento dado a la SNAE y el de las expediciones inglesas. Cuando la guerra terminó intentó retomar sus actividades, pero su salud comenzó a fallar, lo que le obligó a cerrar su laboratorio. En 1920 viajó a Spitsbergen para labores consultivas, no pudo participar en el trabajo de campo. A su regreso, fue ingresado en el Royal Infirmary de Edimburgo y posteriormente en el Hospital de Liberton, Edimburgo, donde murió el 28 de octubre de 1921. De acuerdo con sus deseos, fue incinerado y sus cenizas fueron dispersadas en el mar de Georgia del Sur. A pesar de haber tenido unos ingresos muy irregulares y siempre padeció una falta general de fondos, su patrimonio fue valorado en 7.000£, equivalentes a unas 220.000£ en 2008.

## Valoración
Después de la muerte de Bruce, su viejo amigo y colega, Robert Brown Rudmose, escribió en una carta al padre de Bruce: "Su nombre figurará de forma imperecedera entre los grandes exploradores del mundo, y entre los mártires que se dedicaron desinteresadamente a la ciencia". Brown Rudmose escribió su biografía, que fue publicada en 1923, y ese mismo año un comité conjunto de sabios escoceses instituyeron el Bruce Memorial Prize, para jóvenes científicos polares. Aunque su nombre sigue siendo respetado en los círculos científicos, Bruce y sus logros fueron olvidados por el público en general. Se han hecho ocasionales menciones a su nombre en historias polares y en las biografías de grandes figuras como Scott y Shackleton, casi todas desdeñosas e inexactas.

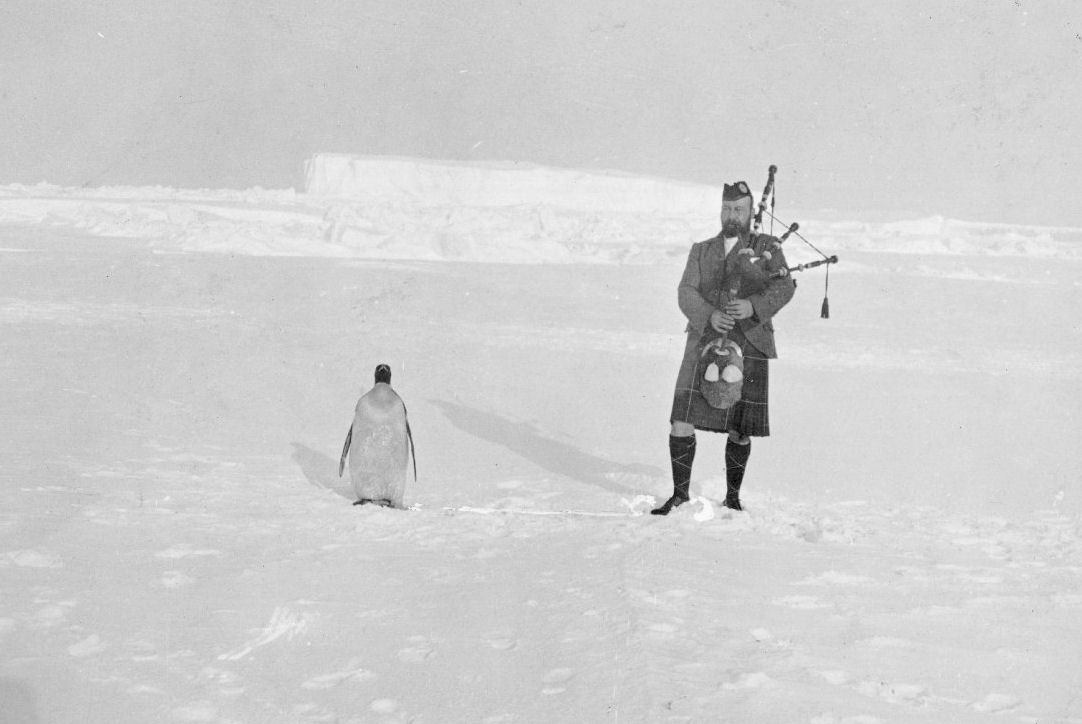
El gaitero Kerr tocando música a un pingüino, 25 de marzo de 1904, fotografiado por Bruce.

Los primeros años del siglo XXI, sin embargo, han visto una nueva revalorización del trabajo de Bruce. Los factores para ello han sido el centenario de la SNAE y un nuevo sentido de identidad nacional en Escocia. En 2003, una expedición en un moderno buque de investigación, el "Scotia", utilizó la información recopilada por Bruce como base para examinar el cambio climático en Georgia del Sur. Esta expedición predijo "dramáticas conclusiones" en relación con el calentamiento global a partir de sus investigaciones, y consideraron esa contribución como un "homenaje a un héroe polar olvidado en Gran Bretaña, William Spiers Bruce". Un nuevo biógrafo, Peter Speak (2003), afirma que la SNAE fue "con mucho, la más rentable y cuidadosamente planificada expedición científica de la Edad Heroica".
El mismo autor analiza las razones por las que Bruce fue incapaz de capitalizar sus esfuerzos y su fracaso a la hora de obtener el merecido reconocimiento, sugiere una combinación de factores, su timidez, su falta de carisma, y su ferviente nacionalismo escocés. Bruce carecía de habilidad para las relaciones públicas y para promocionar su trabajo, a diferencia de lo que hacían sus coetáneos Scott y Shackleton, un amigo lo describió diciendo que "tenía más espinas que un cardo escocés". En ocasiones se comportó con falta de tacto, como le ocurrió con los especímenes recogidos en la Tierra de Francisco José que le reclamaba Jackson, y en otra ocasión con la Royal Geographical Society, en torno a las explicaciones que le pidieron sobre un gasto menor. Se ganó un enemigo poderoso y duradero, Sir Clements Markham, cuya influencia repercutió en la relación que los organismos de Londres tuvieron con Bruce durante años.
En cuanto a su nacionalismo, deseaba ver a Escocia en pie de igualdad con Inglaterra, en una Gran Bretaña federal en el corazón del Imperio. Su orgullo nacional fue intenso, en una nota preparatoria para su libro The Voyage of the Scotia, escribió: "Si bien" la ciencia "fue el talismán de la Expedición, Escocia blasonaba su pabellón". Esta insistencia en hacer hincapié en el carácter escocés de sus empresas, pudo ser irritante para los que no compartían su pasión. Sin embargo, conservó el respeto y la devoción de los que él condujo, y de los que le conocían más profundamente. John Arthur Thompson, que conocía a Bruce desde su paso por Grantón, escribió de él en la revisión de la biografía escrita por Rudmose Brown en 1923: "Nosotros nunca le escuchamos quejarse ni una sola vez sobre sí mismo, sin embargo nunca se calló ni dejó de luchar cuando pensaba que se había cometido alguna injusticia con alguno de sus hombres o de sus colegas. Entonces aparecía el volcán que escondía en su espíritu tranquilo".